# 阿莱格里亚德皮奥战役
阿莱格里亚德皮奥战役是古巴发生的一场战斗，交战双方为七二六运动和古巴国民军。这是古巴革命期间，古巴起义军与政府军之间爆发的第一场战斗，发生在菲德尔·卡斯特罗等82名七二六运动成员自墨西哥乘坐格拉玛号游艇在古巴南部海岸登陆后3天。战斗结束后，起义军遭受重大伤亡，元气大伤，经过数月时间才从这次失败中恢复过来。